# Oxford Centre
Oxford Centre – wieżowiec w Pittsburghu, w stanie Pensylwania, w Stanach Zjednoczonych, o wysokości 187 m. Budynek został otwarty w 1983 i liczy 46 kondygnacji.